# Peter Erskine

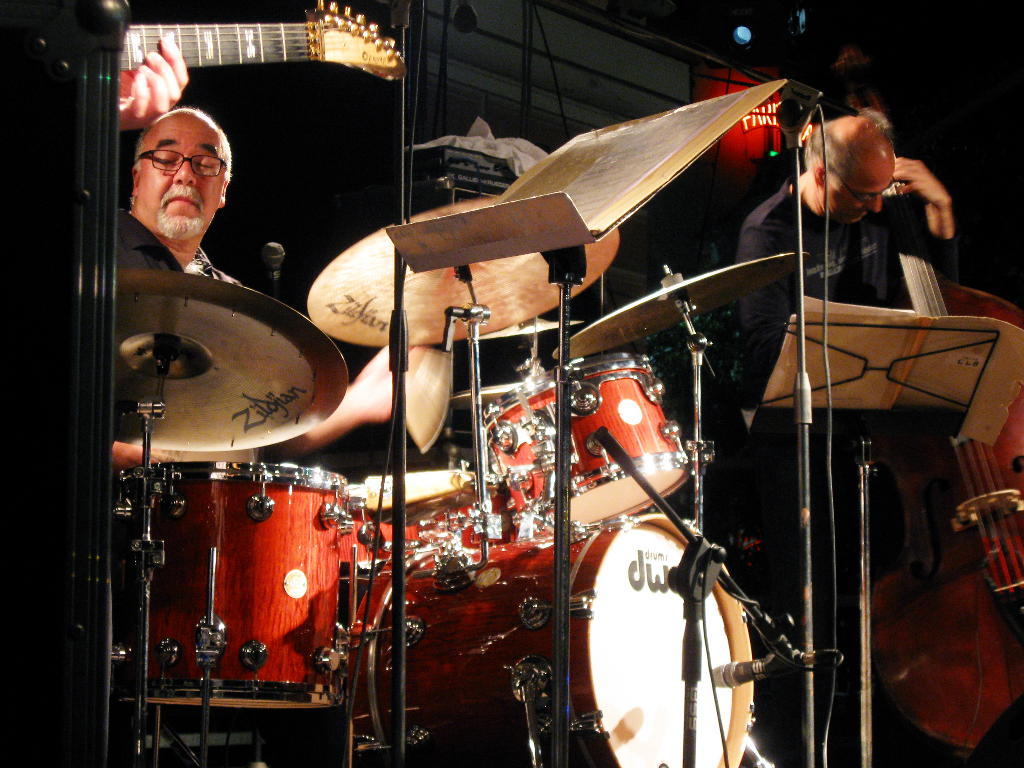
Peter Erskine 2008.

Peter Erskine, född 5 juni 1954 i Somers Point, New Jersey, är en amerikansk jazztrumslagare.
Erskine föddes och växte upp i New Jersey. Han började spela trummor redan som 5-åring, och tillbringade flera somrar på Stan Kenton National Stage Band Camp. Via dessa sommarläger för unga jazzmusiker fick bandledaren Stan Kenton upp ögonen för trumbegåvningen. Erskine blev som 18-åring Kentons trumslagare. Efter tre år med Kenton och därefter två år med Maynard Ferguson blev Peter Erskine 1978 trumslagare i jazz fusion-bandet Weather Report, tillsammans med Jaco Pastorius, Wayne Shorter och Joe Zawinul.
Erskines karriär fortsatte med bland andra Steps Ahead och som studio- och turnémusiker. Han har medverkat på mer än 450 skivutgivningar.
Sedan 2000 är Peter Erskine en ofta sedd gäst i Sverige, där han bland andra spelat med Palle Danielsson och Lennart Åberg. 